# 茨田堤
茨田堤（まむたのつつみ/まんだのつつみ/まぶたのつつみ）は、仁徳天皇（オオササギ王）が淀川沿いに築かせたとされる堤防である。

## 経緯
『日本書紀』仁徳天皇11年10月の記事に、「天皇は、北の河の澇（こみ）を防がむとして茨田堤を築く（天皇は洪水や高潮を防ぐことを目的として、淀川に茨田堤を築いた）」との記述があり、茨田堤の成立を物語るものとされている。
古墳時代中期は、ヤマト王権が中国王朝および朝鮮諸国と積極的に通交し始めた時期であり、ヤマト王権にとって瀬戸内海は重要な交通路と認識されていた。そのため、ヤマト王権は4世紀末～5世紀初頭ごろに奈良盆地から出て、瀬戸内海に面した難波の地に本拠を移した。本拠となる高津宮は上町台地上に営まれたが、その東隣の河内平野には、当時、草香江（または河内湖）と呼ばれる広大な湖・湿地帯が横たわっており、北東からは淀川の分流が、南からは平野川（現代の大和川）が草香江に乱流しながら流入していた。上町台地の北からは大きな砂州が伸びており、この砂州が草香江の排水を妨げていたため、淀川分流や平野川からの流入量が増えると、容易に洪水や高潮などの水害が発生していた。
新たに造営された難波高津宮は、食糧や生産物を供給する後背地を必要としていたので、ヤマト王権は、治水対策の目的も併せて、河内平野の開発を企てた。そこで、草香江に流入する淀川分流の流路安定を目的として、堤防を築造することとした。堤防は、当時の淀川分流の流路に沿って20km超にわたって築かれており、当時、この地方を「茨田」といったので、「茨田堤」と呼ばれるようになった。茨田堤の痕跡は、河内平野北部を流れる古川沿いに現存しており、実際に築造されたことが判る。
このような長大な堤防を築くには、高度な築造技術を要したはずであり、かなりの困難も伴っただろうと考えられている。先述の『日本書紀』の仁徳天皇11年10月の項には、続いて次のような記述がある。
「コワクビの断間」は現在の大阪市旭区千林、「コロモコの断間」は寝屋川市太間に当たるとする伝承がある。特に「コロモコの断間」と比定される地域については茨田連衫子を祭神とする「太間天満宮（たいまてんまんぐう）」や、茨田連衫子の子孫である茨田宗左衛門が開基した「退魔山西正寺（たいまさんさいしょうじ）」が建立されている。
京阪電車大和田駅の東北にある堤根神社の本殿の裏には、茨田堤の跡と推定される堤防の一部が現存している。
『日本書紀』には、茨田堤を築造してほどなく、茨田屯倉（まむたのみやけ）が立てられたとある。茨田堤によって水害が防がれたことにより、茨田地域が開発され、屯倉として設定されたのだと考えられている。その後奈良時代に入っても茨田堤はたびたび決壊し、多くの人々が苦しんだとの記録が残っている。長岡京建設の直後である延暦4年（785年）にも茨田堤が決壊、この年、淀川の水を放流するために淀川と神崎川を水路で結ぶ大工事が行われている。
茨田堤の築造と同時に堀江の開削という事業も実施されており、この両者は、日本最初の大規模な土木事業だったとされている。

## 災害の記録
- 848年（嘉承元年） - 『日本文徳天皇実録』には、洪水により堤が所々で崩れたとの被害が記されている[1]。